# Rosenbach/Vogtl.
Rosenbach/Vogtl. är en kommun i Vogtlandkreis i förbundslandet Sachsen i Tyskland. Kommunen har cirka 4 000 invånare.
Kommunen bildades den 1 januari 2011 genom en sammanslagning av de tidigare kommunerna Leubnitz, Mehltheuer och Syrau.